# Olympische Sommerspiele 2008/Teilnehmer (Ägypten)
| Gelbes Symbol für Goldmedaillen mit stilisierten Olympischen Ringen | Graues Symbol für Silbermedaillen mit stilisierten Olympischen Ringen | Braundes Symbol für Bronzemedaillen mit stilisierten Olympischen Ringen |
| ------------------------------------------------------------------- | --------------------------------------------------------------------- | ----------------------------------------------------------------------- |
| —                                                                   | —                                                                     | 2                                                                       |

Ägypten nahm an den Olympischen Sommerspielen 2008 in der chinesischen Hauptstadt Peking mit 101 Athleten, 27 Frauen und 74 Männern, in 18 Sportarten teil.
Seit 1948 war es die 20. Teilnahme eines ägyptischen Teams bei Olympischen Sommerspielen.

## Flaggenträger
Der Ringer Karam Ibrahim trug die Flagge Ägyptens während der Eröffnungsfeier im Nationalstadion. Bei der Schlussfeier wurde sie vom Modernen Fünfkämpfer Amro El-Geziry getragen.

## Medaillen
Mit zwei gewonnenen Bronzemedaillen belegte das ägyptische Team Platz 81 im Medaillenspiegel.

### Medaillengewinner

#### Bronze
| Name          | Sportart     | Wettkampf                 |
| ------------- | ------------ | ------------------------- |
| Abir Khalil   | Gewichtheben | Klasse bis 69 kg          |
| Hesham Mesbah | Judo         | Mittelgewicht (bis 90 kg) |

## Teilnehmer nach Sportarten

### Badminton
- Hadia Hosny, Damen-Einzel
  - 1. Runde: 21:18/7:21/21:14-Sieg gegen die Mexikanerin Deyanira Angulo
  - 2. Runde: 7:21/4:21-Niederlage gegen die Bulgarin Petya Nedelcheva

### Bogenschießen
- Soha Abed Elaal, Damen-Einzel
  - 1. Runde: 95:107-Niederlage gegen die Britin Naomi Folkard; Platz 57
- Maged Youssef, Herren-Einzel
  - 1. Runde: 96:111-Niederlage gegen den Ukrainer Viktor Ruban; Platz 62

### Boxen
Herren
- Hosam Bakr Abdin, Weltergewicht
  - Achtelfinale: 11:10-Sieg gegen Non Boonjumnong aus Thailand
  - Viertelfinale: 2:10-Niederlage gegen den Kubaner Carlos Banteur
- Mohamed Hikal, Mittelgewicht
  - 32er-Runde: 4:13-Niederlage gegen den Briten James DeGale
- Ramadan Yasser, Halbschwergewicht
  - 32er-Runde: 10+:10-Sieg gegen den Belarussen Ramazan Magomedov
  - Achtelfinale: 6:13-Niederlage gegen Abdelhafid Benchabla aus Algerien

### Fechten
- Ahmed Nabil
Herren, Degen, Einzel
- Mostafa Nagaty
Herren, Florett, Einzel
- Mahmoud Samir
Herren, Säbel, Einzel  und Mannschaft
- Gamal Fathy
Herren, Säbel, Einzel und Mannschaft
- Shadi Talaat
Herren, Säbel, Einzel und Mannschaft
- Tamim Ghazy
Herren, Mannschaft
- Aya El Sayed
Damen, Degen, Einzel
- Iman Shaban
Damen, Florett, Einzel und Mannschaft
- Shaimaa El-Gammal
Damen, Florett, Einzel und Mannschaft
- Eman El-Gammal
Damen, Florett, Einzel und Mannschaft
- Salma Soueif
Damen, Florett, Mannschaft

### Gewichtheben
- Mohamed Abd Elbaki
Männer, bis 62 kg
- Tarik Abdelazim
Männer, bis 69 kg
- Mahmoud Elhaddad
Männer, bis 77 kg
- Abdelrahman El Sayed
Männer, bis 105 kg
- Abir Khalil
Frauen, bis 69 kg

### Handball
- Mohamed Nakib El-Bakir
Männer, Torwart
- Walid Abdel Maksoud
Männer, Torwart
- Hussein Mabrouk
Männer, Linker Rückraum
- Mohamed Abd Elsalam
Männer, Linker Rückraum
- Hassan Mabrouk
Männer, Linker Rückraum
- Hussein Zaky
Männer, Linker Rückraum
- Mahmoud Hassaballah
Männer, Rückraum Mitte
- Hassan Yousry
Männer, Rückraum Mitte
- Ahmed El-Ahmar
Männer, Rechter Rückraum
- Abouelfetoh Abdelrazek
Männer, Rechter Rückraum
- Belal Mabrouk
Männer, Linker Flügel
- Moustafa Hussien
Männer, Rechter Flügel
- Mohamed Ramadan
Männer, Kreisläufer
- Hany El Fakharany
Männer, Kreisläufer

### Judo
- Amin El Hady
Männer, bis 66 kg
- Hesham Mesbah
Männer, bis 90 kg
- Islam El-Shehaby
Männer, über 100 kg
- Samah Ramadan
Frauen, über 78 kg

### Leichtathletik
- Amr Ibrahim Mostafa Seoud
Herren, 200 m
- Yasser Farag
Männer, Kugelstoßen
- Omar Ahmed el-Ghazaly
Männer, Diskuswerfen
- Mohsen Anani
Männer, Hammerwerfen

### Moderner Fünfkampf
- Amro El-Geziry
Männer
- Omnia Fakhry
Frauen
- Aya Medany
Frauen

### Reiten
- Karim El Zoghby mit Aladin
Einzel

### Ringen
- Hassan Madani
Männer, Freistil, bis 60 kg
- Saleh Emara
Männer, Freistil, bis 96 kg
- Haiat Farag
Frauen, Freistil, bis 63 kg
- Mostafa Mohamed
Männer, griechisch-römisch, bis 55 kg
- Ashraf El-Gharably
Männer, griechisch-römisch, bis 60 kg
- Karam Ibrahim
Männer, griechisch-römisch, bis 96 kg
- Yasser Abdelrahman Sakr
Männer, griechisch-römisch, bis 120 kg

### Rudern
- Aly Ibrahim
Männer, Einer
- Ibrahim Abd El Razek
Männer, Vierer Leicht
- Mohamed Zidan
Männer, Vierer Leicht
- Ahmed Gad
Männer, Vierer Leicht
- Amin Ramadan
Männer, Vierer Leicht
- Heba Ahmed
Frauen, Einer

### Schießen
- Samy Abdel Razek
Herren, Freie Pistole, 50 m
- Mohamed Abdellah
Herren, Luftgewehr, 10 m
- Mohamed Amer
Herren, Kleinkaliber Dreistellungskampf, 50 m
- Yasser Elassy
Herren, Luftpistole, 10 m
- Eslam Eldeep
Herren, Skeet
- Mona Elhawary
Damen, Skeet
- Amgad Hosen
Herren, Kleinkaliber liegend, 50 m
- Adham Medhat
Herren, Trap
- Shimaa Abdel-Latif
Damen, Luftgewehr, 10 m
- Mona El-Hawary
Damen, Skeet

### Schwimmen
- Mohamed El Nady
Männer, 50 m Freistil
- Mohamed El Zanaty
Männer, 10 km
- Ahmed Salah Abdou
Männer, 100 m Schmetterling

#### Synchronschwimmen
- Reem Abdalazem
Mannschaft, Duett
- Aziza Abdelfattah
Mannschaft
- Hagar Badran
Mannschaft
- Dalia El-Gebaly
Mannschaft, Duett
- Shaza El Sayed
Mannschaft
- Youmna Khallaf
Mannschaft
- Mai Mohamed
Mannschaft
- Nouran Saleh
Mannschaft
- Lamyaa Badawi
Mannschaft

### Taekwondo
- Noha Abd Rabo
Frauen, über 67 kg

### Tischtennis
- El-Sayed Lashin
Männer, Einzel
- Adel Massaad
Männer, Einzel
- Ahmed Ali Saleh
Männer, Einzel
- Shaimaa Abdul-Aziz
Frauen, Einzel
- Noha Yousry
Frauen, Einzel

### Turnen
- Mohamed Serour
Männer, Mehrkampf
- Sherine El-Zeiny
Damen, Mehrkampf

### Volleyball
- Hamdy Awad
Männer
- Abdalla Ahmed
Männer
- Mohamed Gabal
Männer
- Ahmed Abdel Naeim
Männer
- Abdel Latif Ahmed
Männer
- Wael Al Aydy
Männer
- Ashraf Abouelhassan
Männer
- Saleh Youssef
Männer
- Mohamed Badawy
Männer
- Hossameldin Goma
Männer
- Mohamed Seif Elnasr
Männer
- Mahmoud Abd El Kader
Männer